# Malham Moor
Malham Moor est une paroisse civile du Yorkshire du Nord, en Angleterre.